# Норман Голтер
Норман Джефферіс «Джефф» Голтер (англ. Norman Jefferis "Jeff" Holter, 1 лютого 1914 — 21 липня 1983) — американський біофізик, який винайшов голтерівський монітор, портативний пристрій для безперервного моніторингу електричної активності серця упродовж 24 годин або більше. Голтер пожертвував права на свій винахід медицині.

## Молодість і освіта
Голтер народився 1 лютого 1914 року в Гелені, штат Монтана. Він закінчив коледж Керролла в 1931 році, а потім продовжив навчання в Університеті Каліфорнії в Лос-Анджелесі, отримавши ступінь магістра фізики в 1937 році. Через рік він закінчив Університет Південної Каліфорнії зі ступенем магістра хімії. Далі продовжив освіту, закінчивши аспірантуру в Університеті Гейдельберга (Німеччина), Університеті Чикаго, Інституті ядерних досліджень Оук-Ріджа та Медичній школі Орегонського університету.

## Кар'єра

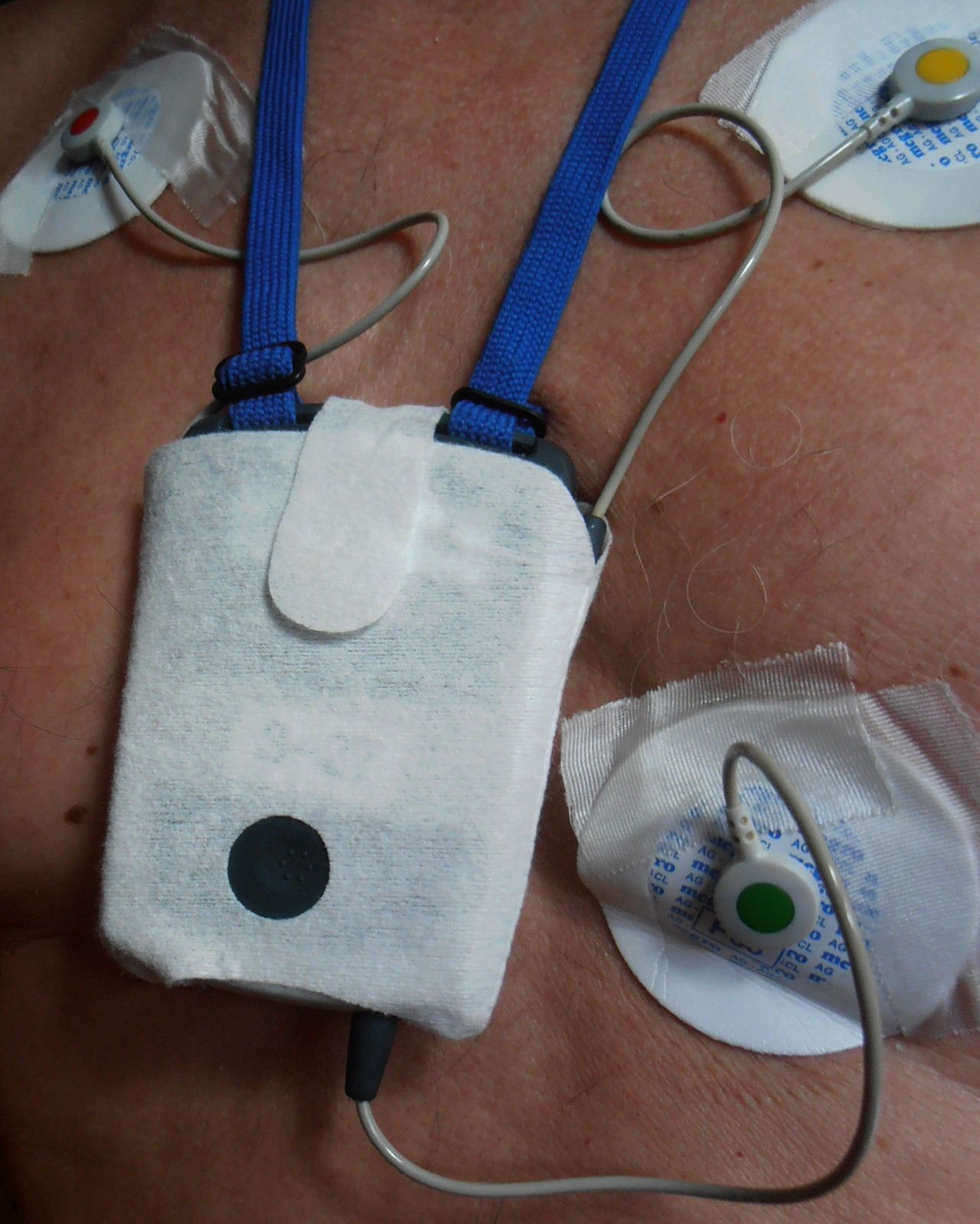
Голтерівський монітор на тілі пацієнта

Під час Другої світової війни Голтер служив старшим фізиком у ВМС США, вивчаючи характеристики хвиль. У 1946 році він очолив урядову дослідницьку групу, яка брала участь у випробуванні атомної бомби на атолі Бікіні. Після війни він продовжив співпрацю з Комісією з атомної енергії Сполучених Штатів і обіймав посаду президента Товариства ядерної медицини з 1955 по 1956 рік. У 1964 році він став повним професором Університету Каліфорнії в Сан-Дієго, координуючи діяльність в Інституті геофізики та планетарної фізики. У 1979 році Асоціація вдосконалення медичного приладобудування (AAMI) нагородила Голтера премією Лауфмана-Ґретбетча Фонду AAMI за його внесок у медичні технології.
Голтер був сином і онуком, відповідно, освоювачів Монтани Нормана Б. Голтера і Антона М. Голтера. Антон М. Голтер народився у Норвегії й емігрував до Сполучених Штатів, коли йому було 23 роки. Численні пам'ятки в місті Гелена, штат Монтана, носять ім'я цієї родини. До таких пам'яток належать Художній музей Голтера, Голтерська електростанція та утворене її дамбою озеро Голтер. Художній музей Голтера є одним з передових музеїв сучасного західного мистецтва в Сполучених Штатах і приваблює таланти та увагу з усього світу.